# Odd Taxi
Odd Taxi (オッドタクシー Oddo Takushī?) es un anime de misterio, coproducido por los estudios P.I.C.S. y OLM. La historia está ambientada en una Tokio habitada por animales antropomórficos y su protagonista es Hiroshi Odokawa, un taxista cuya vida cambia tras la extraña desaparición de una joven estudiante.
La serie consta de una sola temporada de trece episodios, que fueron emitidos desde el 6 de abril hasta el 29 de junio de 2021 por TV Tokyo y AT-X en Japón. Además, Crunchyroll se hizo con los derechos de emisión a nivel internacional. Cuenta también con una película, Odd Taxi: In the Woods, estrenada el 1 de abril de 2022.

## Argumento
La historia de Odd Taxi sigue el esquema de una novela de misterio y está ambientada en una Tokio habitada por animales antropomórficos. El protagonista, Hiroshi Odokawa, es una morsa que lleva una vida relativamente normal; para ganarse la vida trabaja como taxista, suele entablar conversación con todos sus viajeros y no tiene miedo a decir lo que piensa. Pero su vida cambia después de que se haya reportado la desaparición de una joven estudiante a la que él había llevado en su vehículo. Con el paso de los capítulos, la trama se vuelve más compleja y los acontecimientos van sucediéndose con una narrativa desarticulada, en la que intervienen todos los personajes que se han cruzado con Odokawa a lo largo del tiempo.

## Personajes
Odd Taxi tiene un reparto coral en el que llegan a intervenir más de veinte personajes, todos ellos animales antropomórficos. El personaje principal es Hiroshi Odokawa, una morsa taxista de 41 años con una personalidad asocial, reticente y defensiva que está muy marcada por un trauma infantil: sus padres desaparecieron cuando era un niño.
Entre el círculo cercano de Odokawa se encuentran Ayumu Gouriki, un gorila de mediana edad que trabaja como doctor en una clínica privada a la que el protagonista suele acudir, y su ayudante Miho Shirakawa, una joven alpaca interesada por el taxista y que roba medicamentos a escondidas para saldar una deuda con Dob, un gelada con reputación de peligroso delincuente. Por otra parte, Eiji Kakihana es el mejor amigo del Odokawa, un gibón blanco preocupado por el dinero y las aplicaciones de citas.
Conforme avanza la serie, Odokawa se cruza con distintos personajes que amplían la historia desde diferentes puntos de vista. Entre ellos hay gente como los hermanos mellizos Daimon, dos policías suricatos; Kabasawa, un hipopótamo sin trabajo que quiere hacerse viral; el trío idol Mystery Kiss y su representante Yamamoto; Tanaka, un puma obsesionado con un videojuego de micropagos; el dúo cómico Homosapiens; y una organización criminal que conoce detalles sobre la desaparición de la estudiante.

## Producción
El anime fue creado por dos autores del estudio P.I.C.S.: el guion es obra de Kazuya Konomoto, quien previamente había publicado el manga Setoutsumi, mientras que el responsable del arte conceptual es Baku Kinoshita. Desde un primer momento el guionista había trabajado con la premisa de relaciones humanas en un universo animal, así que se planteó el contraste entre el dibujo —basado en animales— y una temática adulta, inspirada en la novela negra. En primer lugar se trabajó el diseño de los personajes, y después se hicieron cambios sobre el guion para dotarles de mayor personalidad.
Dado que Odd Taxi se ambienta en el universo nocturno de Tokio, la banda sonora ha sido compuesta por varios raperos japoneses: OMSB, Punpee y VaVa. Este último también asesoró a los autores sobre idol japonés para crear el grupo Mystery Kiss, que incorpora elementos del city pop de los años 1980 en algunas de sus canciones. La animación corrió a cargo del estudio Oriental Light and Magic (OLM) bajo la supervisión del equipo de Daisuke Yoshioka.

## Contenido de la obra

### Anime
El estudio presentó su proyecto el 15 de enero de 2021 con un video de avance, el elenco completo de actores de voz y la apertura del sitio web, acompañado por el lanzamiento de un manga en formato digital. Entre los seiyūs confirmados en el elenco destacaban los nombres de Natsuki Hanae (Odokawa), Ryōhei Kimura (Gouriki), Riho Iida (Miho), Kappei Yamaguchi (Eiji) y Kenji Hamada (Dob). En idioma español se ha confirmado un doblaje de Crunchyroll para Latinoamérica donde se iba a estrenarse del 27 de abril, pero luego fue retrasada hasta el 16 de noviembre de 2023.
El primer capítulo de Odd Taxi se estrenó en TV Tokyo y AT-X en la madrugada del 6 de abril de 2021, a un ritmo semanal que concluyó con el lanzamiento del último episodio el 29 de junio de 2021. Crunchyroll se hizo con los derechos de emisión internacional en todos los mercados excepto en Japón (Prime Video) y el Sudeste Asiático (Mighty Media). La banda sonora fue compuesta por los raperos OMSB, Punpee y VaVa. La canción de apertura es «Odd Taxi» de Skirt y Punpee, mientras que el tema de cierre es «Sugarless Kiss» de Suzuko Mimori, la seiyū que interpreta a la líder de Mystery Kiss.
Aunque el equipo no había previsto un lanzamiento en Blu-ray, el éxito de crítica les llevó a organizar una campaña de micromecenazgo; la reserva costaba 27 500 yenes (unos 212 euros), con un mínimo de 300 pedidos limitados a Japón para iniciar la producción, y lograron superar las 1000 reservas en el primer mes.

#### Lista de episodios
| Episodios   | Episodios                                                                         | Episodios         | Episodios           |
| Número      | Título                                                                            | Dirigido por      | Fecha de estreno    |
| ----------- | --------------------------------------------------------------------------------- | ----------------- | ------------------- |
| Episodio 1  | «El taxista excéntrico» «Kawari Mono no Untenshu» (変わり者の運転手)              | Sayaka Yamai      | 6 de abril de 2021  |
| Episodio 2  | «Como pasar una larga noche» «Nagai Yoru no Sugoshikata» (長い夜の過ごし方)       | Ken'ichi Nishida  | 13 de abril de 2021 |
| Episodio 3  | «Cuidado con las espadas romas» «Tsukeyakiba ni Go-yōjin» (付け焼き刃に御用心)    | Mayu Numayama     | 20 de abril de 2021 |
| Episodio 4  | «La revolución de Tanaka» «Tanaka Kakumei» (田中革命)                             | Hideaki Ōba       | 27 de abril de 2021 |
| Episodio 5  | «No me llames idol» «Aidoru Nante Yobanai de» (アイドルなんて呼ばないで)          | Shigeki Awai      | 4 de mayo de 2021   |
| Episodio 6  | «Quiero oír un buen porqué» «Nandeyanen ga Kikitai yo» (なんでやねんが聞きたいよ) | Ken'ichi Nishida  | 11 de mayo de 2021  |
| Episodio 7  | «Truco o trato» «Torikku oa Torīto» (トリック・オア・トリート)                    | Mayu Numayama     | 18 de mayo de 2021  |
| Episodio 8  | «Salud» «Bless you»                                                               | Sayaka Yamai      | 25 de mayo de 2021  |
| Episodio 9  | «La melancolía del héroe» «Hīrō no Yūutsu» (ヒーローの憂鬱)                       | Ken'ichi Nishida  | 1 de junio de 2021  |
| Episodio 10 | «No tenemos futuro» «Oretachi ni Asu wa nai» (俺たちに明日はない)                 | Rokusuke Okimitsu | 8 de junio de 2021  |
| Episodio 11 | «Si pudiera volver al pasado» «Ano Hi ni Modore Tara» (あの日に戻れたら)          | Hideaki Ōba       | 15 de junio de 2021 |
| Episodio 12 | «No es suficiente» «Tarinai Futari» (たりないふたり)                              | Mayu Numayama     | 22 de junio de 2021 |
| Episodio 13 | «¿A dónde?» «Dochira Made?» (どちらまで？)                                        | Sayaka Yamai      | 29 de junio de 2021 |

#### Audiodrama
El lanzamiento de cada capítulo vino acompañado de un radioteatro protagonizado por uno de los personajes secundarios de Odd Taxi: Satoshi Nagashima, una jirafa estudiante. Los episodios, publicados en formato podcast en Youtube, se centran en detalles de la trama que no han podido incluirse en el anime, con un bolígrafo como hilo conductor.

### Manga
El manga de Odd Taxi está basado en el guion del anime original, con dibujo de Takeichi Abaraya. Comenzó a publicarse el 15 de enero de 2021, en la revista digital Superior Dalpana de Shōgakukan, y hasta la fecha ha sido recopilado en dos volúmenes.